# Eleições legislativas portuguesas de 1979
As eleições legislativas de 1979 foram realizadas em Portugal no dia 2 de dezembro de 1979 para elegerem o segundo consistório da I Legislatura.
Estas eleições ocorreram três anos e meio depois de Mário Soares, líder do Partido Socialista (PS), se ter tornado primeiro-ministro em julho de 1976. Este governo do PS, que não tinha maioria parlamentar, foi um governo instável e em dezembro de 1977 viria a ser derrubado, após uma moção de confiança ter sido rejeitada pela oposição (PPD/PSD, CDS, PCP e UDP). Soares iria formar um governo de coligação com o Partido do Centro Democrático Social (CDS) em janeiro de 1978, mas em julho do mesmo ano a coligação seria rompida devido a uma falta de entendimento sobre a reforma agrária. Em agosto, o presidente Ramalho Eanes nomeava Nobre da Costa para primeiro-ministro mas este não conseguiria ver o seu programa ser aprovado no Parlamento e, apenas dois meses depois, Mota Pinto seria nomeado para o cargo e governaria durante cerca de nove meses, embora sem nunca ter uma maioria estável.
Face a esta situação, em julho de 1979, Ramalho Eanes decidiu dissolver o parlamento e convocar eleições intercalares para dezembro, uma vez que o texto originário da Constituição de 1976 previa, nas suas disposições finais e transitórias (art.° 299, n.° 1), que a I Legislatura terminaria no dia 14 de outubro de 1980. Entretanto, entre agosto e dezembro, Maria de Lourdes Pintasilgo tornou-se a primeira mulher (e até agora única) a ocupar o cargo de Primeiro-Ministro — chefiando o V Governo Constitucional, o último de iniciativa presidencial, com o único propósito de organizar as eleições intercalares.
Nas eleições, a recém-formada Aliança Democrática (formada pelos partidos de centro-direita: PPD/PSD, CDS e PPM) venceria com mais de 45% dos votos, conseguindo a maioria absoluta no parlamento. Com isto, Francisco Sá Carneiro foi nomeado para o cargo de Primeiro-Ministro.
O Partido Socialista obteve um fraco resultado ao perder mais de trinta deputados e ao ficar-se pelos 27,3% dos votos. O Partido Comunista Português (PCP), agora concorrendo em conjunto com o Movimento Democrático Português (MDP/CDE) na coligação Aliança Povo Unido (APU), obtinha o seu melhor resultado de sempre ao conseguir 18,8% dos votos e quarenta e sete deputados.

## Partidos
Os partidos ou coligações que tiveram deputados eleitos foram os seguintes:
| Partido/coligação | Partido/coligação         | Partido/coligação | Líder                 | Ideologia         | Espectro         |
| ----------------- | ------------------------- | ----------------- | --------------------- | ----------------- | ---------------- |
|                   | Aliança Democrática       | AD                | Francisco Sá Carneiro | Democracia cristã | Centro-direita   |
|                   | Partido Socialista        | PS                | Mário Soares          | Social-democracia | Centro-esquerda  |
|                   | Aliança Povo Unido        | APU               | Álvaro Cunhal         | Comunismo         | Esquerda         |
|                   | União Democrática Popular | UDP               | Mário Tomé            | Comunismo         | Extrema-esquerda |

## Resultados nacionais
| Partido   | AD                                                                   | PS                | APU                                   | UDP            |
| Partido   |                                                                      |                   |                                       |                |
| Líder     | Francisco Sá Carneiro Diogo Freitas do Amaral Gonçalo Ribeiro Telles | Mário Soares      | Álvaro Cunhal José Manuel Tengarrinha | Mário Tomé     |
| Líder     |                                                                      |                   |                                       |                |
| Votos     | 2 719 208 (45,3%)                                                    | 1 642 136 (27,3%) | 1 129 322 (18,8%)                     | 130 842 (2,2%) |
| Votos     |                                                                      |                   |                                       |                |
| Deputados | 128 (51,2%)                                                          | 74 (29,6%)        | 47 (18,8%)                            | 1 (0,4%)       |
| Deputados |                                                                      |                   |                                       |                |

| Partido                                                                                      | Partido                                             | Partido                                             | Votos          | %               | +/-       | Deputados | +/-     |
| -------------------------------------------------------------------------------------------- | --------------------------------------------------- | --------------------------------------------------- | -------------- | --------------- | --------- | --------- | ------- |
|                                                                                              |                                                     | Aliança Democrática (a)                             | 2 554 458      | 42,52 / 100,00  | Novo      | 121 / 250 | Novo    |
|                                                                                              | Partido Social Democrata (b)                        | 141 227                                             | 2,35 / 100,00  | -               | 7 / 250   | -         |         |
|                                                                                              | Partido do Centro Democrático Social (b)            | 23 523                                              | 0,39 / 100,00  | -               | 0 / 250   | -         |         |
| Aliança Democrática (Total)                                                                  | Aliança Democrática (Total)                         | 2 719 208                                           | 45,26 / 100,00 | 4,41            | 128 / 250 | 13        |         |
|                                                                                              | Partido Socialista                                  | Partido Socialista                                  | 1 642 136      | 27,33 / 100,00  | 7,63      | 74 / 250  | 33      |
|                                                                                              | Aliança Povo Unido (c)                              | Aliança Povo Unido (c)                              | 1 129 322      | 18,80 / 100,00  | 4,41      | 47 / 250  | 7       |
|                                                                                              | União Democrática Popular                           | União Democrática Popular                           | 130 842        | 2,18 / 100,00   | 0,51      | 1 / 250   | Estável |
|                                                                                              | Partido da Democracia Cristã                        | Partido da Democracia Cristã                        | 72 514         | 1,21 / 100,00   | 0,67      | 0 / 250   | Estável |
|                                                                                              | Partido Comunista dos Trabalhadores Portugueses     | Partido Comunista dos Trabalhadores Portugueses     | 53 268         | 0,89 / 100,00   | 0,23      | 0 / 250   | Estável |
|                                                                                              | União da Esquerda para a Democracia Socialista      | União da Esquerda para a Democracia Socialista      | 43 325         | 0,72 / 100,00   | Novo      | 0 / 250   | Novo    |
|                                                                                              | Partido Socialista Revolucionário                   | Partido Socialista Revolucionário                   | 36 978         | 0,62 / 100,00   | 0,23      | 0 / 250   | Estável |
|                                                                                              | Partido Operário de Unidade Socialista              | Partido Operário de Unidade Socialista              | 12 713         | 0,21 / 100,00   | Novo      | 0 / 250   | Novo    |
|                                                                                              | Organização Comunista Marxista-Leninista Portuguesa | Organização Comunista Marxista-Leninista Portuguesa | 3 433          | 0,06 / 100,00   | -         | 0 / 250   | -       |
| Votos inválidos                                                                              | Votos inválidos                                     | Votos inválidos                                     | 163 714        | 2,72 / 100,00   | 1,98      |           |         |
| Total                                                                                        | Total                                               | Total                                               | 6 007 453      | 100,00 / 100,00 |           | 250 / 250 | 13      |
| Eleitorado/Participação                                                                      | Eleitorado/Participação                             | Eleitorado/Participação                             | 7 249 346      | 82,87 / 100,00  | 0,66      |           |         |
| Fonte                                                                                        | Fonte                                               | Fonte                                               | [ 7 ]          | [ 7 ]           | [ 7 ]     | [ 7 ]     | [ 7 ]   |
| (a) Coligação eleitoral entre PPD/PSD (73 deputados), CDS (43 deputados) e PPM (5 deputados) |                                                     |                                                     |                |                 |           |           |         |
| (b) PPD/PSD e CDS apenas concorreram nos Açores e Madeira                                    |                                                     |                                                     |                |                 |           |           |         |
| (c) Coligação eleitoral entre PCP (44 deputados) e MDP/CDE (3 deputados)                     |                                                     |                                                     |                |                 |           |           |         |

| ↓  |     |    |     |
| \| | APU | PS | AD  |
| 1  | 47  | 74 | 128 |

### Gráfico

#### Percentagem dos votos
| Gráfico dos resultados | Gráfico dos resultados | Gráfico dos resultados | Gráfico dos resultados | Gráfico dos resultados |
| ---------------------- | ---------------------- | ---------------------- | ---------------------- | ---------------------- |
|                        |                        |                        |                        |                        |
| AD                     | AD                     |                        | 45,26%                 | 45,26%                 |
| PS                     | PS                     |                        | 27,33%                 | 27,33%                 |
| APU                    | APU                    |                        | 18,80%                 | 18,80%                 |
| UDP                    | UDP                    |                        | 2,18%                  | 2,18%                  |

#### Percentagem de lugares
| Gráfico dos resultados | Gráfico dos resultados | Gráfico dos resultados | Gráfico dos resultados | Gráfico dos resultados |
| ---------------------- | ---------------------- | ---------------------- | ---------------------- | ---------------------- |
|                        |                        |                        |                        |                        |
| AD                     | AD                     |                        | 51,2%                  | 51,2%                  |
| PS                     | PS                     |                        | 29,6%                  | 29,6%                  |
| APU                    | APU                    |                        | 18,8%                  | 18,8%                  |
| UDP                    | UDP                    |                        | 0,4%                   | 0,4%                   |

## Tabela de resultados por círculo eleitoral
|                   | %    | D   | %    | D  | %    | D   | %       | D       | %   | D   | %   | D   |                 |           |
| ----------------- | ---- | --- | ---- | -- | ---- | --- | ------- | ------- | --- | --- | --- | --- | --------------- | --------- |
| Círculo eleitoral | AD   | AD  | PS   | PS | APU  | APU | PPD/PSD | PPD/PSD | UDP | UDP | PDC | PDC | Total deputados | Votantes  |
| Açores            | -    | -   | 30,0 | 2  | 3,1  | -   | 52,0    | 3       | 1,7 | -   | -   | -   | 5               | 130 094   |
| Aveiro            | 56,7 | 9   | 28,4 | 5  | 7,9  | 1   | -       | -       | 1,2 | -   | 1,7 | -   | 15              | 357 926   |
| Beja              | 19,0 | 1   | 22,0 | 1  | 50,7 | 3   | -       | -       | 1,8 | -   | 0,6 | -   | 5               | 125 270   |
| Braga             | 51,9 | 9   | 30,2 | 5  | 10,0 | 1   | -       | -       | 1,4 | -   | 1,5 | -   | 15              | 380 407   |
| Bragança          | 60,7 | 3   | 22,2 | 1  | 5,8  | -   | -       | -       | 1,9 | -   | 3,1 | -   | 4               | 105 220   |
| Castelo Branco    | 49,9 | 4   | 27,8 | 2  | 12,4 | -   | -       | -       | 1,9 | -   | 1,5 | -   | 6               | 153 642   |
| Coimbra           | 44,8 | 6   | 35,1 | 5  | 11,2 | 1   | -       | -       | 1,3 | -   | -   | -   | 12              | 268 374   |
| Évora             | 26,9 | 1   | 16,9 | 1  | 48,9 | 3   | -       | -       | 1,7 | -   | 0,9 | -   | 5               | 125 841   |
| Faro              | 34,6 | 4   | 34,0 | 3  | 20,3 | 2   | -       | -       | 3,2 | -   | 1,3 | -   | 9               | 205 953   |
| Guarda            | 60,6 | 4   | 26,3 | 1  | 5,4  | -   | -       | -       | 0,9 | -   | 1,2 | -   | 5               | 133 771   |
| Leiria            | 56,2 | 7   | 23,2 | 3  | 10,9 | 1   | -       | -       | 1,5 | -   | 1,8 | -   | 11              | 254 113   |
| Lisboa            | 40,0 | 24  | 25,8 | 15 | 26,0 | 16  | -       | -       | 2,8 | 1   | 0,9 | -   | 56              | 1 313 372 |
| Madeira           | -    | -   | 17,2 | 1  | 3,1  | -   | 57,8    | 4       | 6,6 | -   | -   | -   | 5               | 127 391   |
| Portalegre        | 32,1 | 2   | 29,8 | 1  | 29,4 | 1   | -       | -       | 1,7 | -   | 0,9 | -   | 4               | 98 924    |
| Porto             | 44,5 | 18  | 34,8 | 14 | 14,5 | 6   | -       | -       | 1,9 | -   | 1,0 | -   | 38              | 911 338   |
| Santarém          | 41,0 | 6   | 27,3 | 3  | 21,7 | 3   | -       | -       | 2,2 | -   | 1,4 | -   | 12              | 288 737   |
| Setúbal           | 22,3 | 4   | 21,4 | 4  | 47,0 | 9   | -       | -       | 4,0 | -   | 0,5 | -   | 17              | 403 544   |
| Viana do Castelo  | 54,8 | 4   | 24,9 | 2  | 9,8  | -   | -       | -       | 0,9 | -   | 1,7 | -   | 6               | 145 411   |
| Vila Real         | 57,7 | 4   | 24,8 | 2  | 6,1  | -   | -       | -       | 1,5 | -   | 1,6 | -   | 6               | 145 817   |
| Viseu             | 64,1 | 8   | 21,4 | 2  | 5,5  | -   | -       | -       | 1,4 | -   | 1,7 | -   | 10              | 243 929   |
| Europa            | 38,3 | 1   | 33,2 | 1  | 13,4 | -   | -       | -       | 5,7 | -   | 5,7 | -   | 2               | 42 203    |
| Fora da Europa    | 77,3 | 2   | 5,7  | -  | 3,1  | -   | -       | -       | 0,7 | -   | 9,0 | -   | 2               | 46 176    |
| Portugal          | 42,5 | 121 | 27,3 | 74 | 18,8 | 47  | 2,4     | 7       | 2,2 | 1   | 1,2 | -   | 250             | 5 843 739 |

## Resultados por concelho

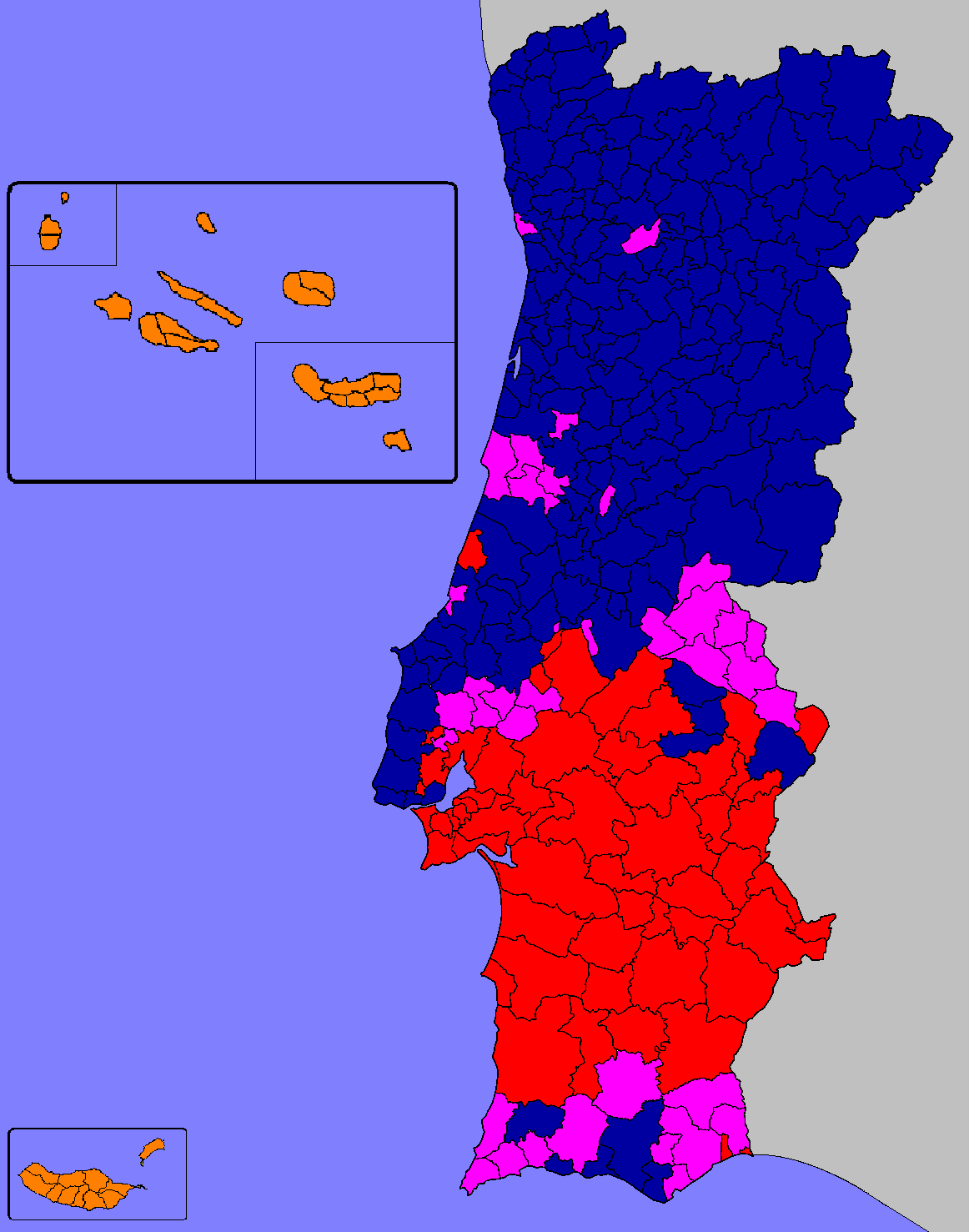
Partido mais votado por concelho.

A seguinte tabela contém os resultados obtidos pelos partidos que tenham tido, pelo menos, 1% dos votos expressos a nível nacional:
| Concelhos                   | %     | %     | %     | %       | %    | %    | Votantes  |
| Concelhos                   | AD    | PS    | APU   | PPD/PSD | UDP  | PDC  | Votantes  |
| --------------------------- | ----- | ----- | ----- | ------- | ---- | ---- | --------- |
| Abrantes                    | 35,19 | 28,76 | 22,61 | -       | 4,16 | 1,28 | 30 169    |
| Águeda                      | 55,40 | 29,70 | 8,25  | -       | 0,83 | 1,70 | 25 441    |
| Aguiar da Beira             | 87,5  | 8,1   | 1,0   | -       | 0,2  | 0,7  | 4 620     |
| Alandroal                   | 22,5  | 14,3  | 55,5  | -       | 1,2  | 0,9  | 5 852     |
| Albergaria-a-Velha          | 63,40 | 24,34 | 4,56  | -       | 0,93 | 2,05 | 12 406    |
| Albufeira                   | 40,6  | 34,6  | 14,8  | -       | 2,0  | 1,6  | 10 508    |
| Alcácer do Sal              | 15,8  | 19,3  | 55,0  | -       | 2,6  | 0,4  | 11 432    |
| Alcanena                    | 43,3  | 30,7  | 19,3  | -       | 1,2  | 1,2  | 9 283     |
| Alcobaça                    | 54,0  | 26,4  | 10,2  | -       | 1,4  | 2,1  | 32 662    |
| Alcochete                   | 18,6  | 23,9  | 48,2  | -       | 4,3  | 0,5  | 6 971     |
| Alcoutim                    | 29,8  | 38,2  | 17,7  | -       | 2,3  | 1,6  | 3 478     |
| Alenquer                    | 27,9  | 34,0  | 30,1  | -       | 1,5  | 0,6  | 22 435    |
| Alfândega da Fé             | 60,86 | 20,10 | 7,36  | -       | 1,39 | 3,17 | 4 821     |
| Alijó                       | 56,0  | 28,7  | 4,9   | -       | 1,2  | 1,3  | 11 124    |
| Aljezur                     | 18,9  | 40,5  | 27,7  | -       | 2,3  | 1,2  | 3 712     |
| Aljustrel                   | 12,05 | 22,87 | 58,87 | -       | 1,79 | 0,36 | 8 941     |
| Almada                      | 25,4  | 23,4  | 41,5  | -       | 4,4  | 0,6  | 94 012    |
| Almeida                     | 77,1  | 14,2  | 3,0   | -       | 0,5  | 1,4  | 6 978     |
| Almeirim                    | 28,4  | 34,8  | 29,5  | -       | 0,8  | 0,6  | 13 734    |
| Almodôvar                   | 23,68 | 37,18 | 30,71 | -       | 1,03 | 0,79 | 6 095     |
| Alpiarça                    | 17,8  | 11,6  | 62,4  | -       | 3,3  | 0,6  | 5 833     |
| Alter do Chão               | 34,0  | 22,4  | 32,8  | -       | 2,2  | 1,0  | 3 636     |
| Alvaiázere                  | 77,0  | 11,3  | 2,1   | -       | 0,8  | 1,6  | 7 156     |
| Alvito                      | 27,32 | 18,15 | 45,95 | -       | 1,57 | 0,74 | 2 039     |
| Amadora                     | 31,8  | 26,4  | 33,3  | -       | 3,6  | 0,7  | 95 519    |
| Amarante                    | 46,9  | 35,1  | 7,7   | -       | 2,4  | 2,0  | 27 305    |
| Amares                      | 64,78 | 21,40 | 4,50  | -       | 1,25 | 2,28 | 8 961     |
| Anadia                      | 65,65 | 23,23 | 4,37  | -       | 0,74 | 1,60 | 18 761    |
| Angra do Heroísmo           | -     | 37,5  | 3,3   | 45,0    | 2,4  | -    | 20 461    |
| Ansião                      | 74,3  | 15,9  | 2,8   | -       | 0,7  | 1,6  | 9 859     |
| Arcos de Valdevez           | 57,1  | 23,5  | 3,9   | -       | 0,8  | 1,8  | 16 316    |
| Arganil                     | 58,2  | 29,2  | 4,2   | -       | 0,4  | -    | 9 936     |
| Armamar                     | 65,5  | 16,5  | 5,4   | -       | 2,4  | 1,9  | 5 354     |
| Arouca                      | 69,53 | 17,35 | 3,89  | -       | 1,23 | 2,60 | 13 482    |
| Arraiolos                   | 23,2  | 13,1  | 57,2  | -       | 1,3  | 0,8  | 6 560     |
| Arronches                   | 31,3  | 37,6  | 24,3  | -       | 1,1  | 0,9  | 3 058     |
| Arruda dos Vinhos           | 30,4  | 37,4  | 24,5  | -       | 1,3  | 1,0  | 5 264     |
| Aveiro                      | 60,84 | 24,22 | 8,33  | -       | 1,08 | 1,63 | 36 255    |
| Avis                        | 24,1  | 18,4  | 52,6  | -       | 1,5  | 0,4  | 4 366     |
| Azambuja                    | 24,8  | 31,2  | 28,3  | -       | 5,2  | 0,8  | 12 383    |
| Baião                       | 39,0  | 42,6  | 7,0   | -       | 1,3  | 1,5  | 12 787    |
| Barcelos                    | 63,71 | 21,35 | 7,30  | -       | 2,08 | 1,54 | 54 592    |
| Barrancos                   | 11,07 | 35,47 | 43,67 | -       | 1,66 | 0,23 | 1 328     |
| Barreiro                    | 15,4  | 18,6  | 57,5  | -       | 4,2  | 0,5  | 54 595    |
| Batalha                     | 70,2  | 15,5  | 4,3   | -       | 0,9  | 2,8  | 7 885     |
| Beja                        | 20,84 | 19,79 | 51,82 | -       | 2,62 | 0,44 | 25 501    |
| Belmonte                    | 38,7  | 36,1  | 14,1  | -       | 1,3  | 1,6  | 4 413     |
| Benavente                   | 22,9  | 24,5  | 43,7  | -       | 2,5  | 0,9  | 10 081    |
| Bombarral                   | 51,8  | 26,0  | 12,2  | -       | 1,0  | 1,3  | 8 641     |
| Borba                       | 22,3  | 18,9  | 49,9  | -       | 2,5  | 1,0  | 5 953     |
| Boticas                     | 62,3  | 20,4  | 5,4   | -       | 0,9  | 1,1  | 4 764     |
| Braga                       | 44,78 | 33,03 | 14,76 | -       | 1,16 | 1,27 | 67 983    |
| Bragança                    | 57,82 | 24,97 | 5,89  | -       | 2,31 | 2,85 | 20 436    |
| Cabeceiras de Basto         | 56,36 | 30,14 | 3,66  | -       | 1,24 | 1,86 | 10 052    |
| Cadaval                     | 49,0  | 33,2  | 9,1   | -       | 1,1  | 1,3  | 9 403     |
| Caldas da Rainha            | 54,4  | 24,4  | 11,3  | -       | 1,5  | 1,8  | 25 715    |
| Calheta                     | -     | 4,3   | 0,3   | 76,0    | 0,4  | -    | 2 587     |
| Calheta                     | -     | 4,5   | 0,6   | 69,6    | 1,1  | -    | 7 271     |
| Câmara de Lobos             | -     | 11,4  | 2,3   | 68,1    | 5,4  | -    | 13 087    |
| Caminha                     | 40,4  | 38,1  | 11,1  | -       | 1,5  | 1,4  | 9 743     |
| Campo Maior                 | 22,0  | 34,0  | 39,6  | -       | 1,2  | 0,5  | 5 602     |
| Cantanhede                  | 64,3  | 25,4  | 3,3   | -       | 0,5  | -    | 23 253    |
| Carrazeda de Ansiães        | 64,04 | 21,40 | 3,69  | -       | 1,20 | 3,11 | 6 562     |
| Carregal do Sal             | 64,7  | 22,0  | 5,2   | -       | 1,8  | 1,4  | 6 885     |
| Cartaxo                     | 25,7  | 38,9  | 25,1  | -       | 2,3  | 0,9  | 14 117    |
| Cascais                     | 48,2  | 21,5  | 22,3  | -       | 2,5  | 1,1  | 87 341    |
| Castanheira de Pera         | 31,4  | 45,8  | 8,4   | -       | 1,3  | 0,9  | 3 329     |
| Castelo Branco              | 50,1  | 27,6  | 12,0  | -       | 1,8  | 1,5  | 35 773    |
| Castelo de Paiva            | 49,20 | 34,61 | 6,48  | -       | 1,96 | 2,20 | 8 827     |
| Castelo de Vide             | 30,4  | 39,1  | 17,4  | -       | 2,3  | 1,2  | 3 219     |
| Castro Daire                | 64,2  | 20,0  | 3,4   | -       | 1,4  | 2,3  | 11 151    |
| Castro Marim                | 27,2  | 43,1  | 14,2  | -       | 4,5  | 1,0  | 4 379     |
| Castro Verde                | 13,16 | 18,63 | 60,20 | -       | 2,43 | 0,72 | 4 977     |
| Celorico da Beira           | 65,4  | 21,6  | 4,3   | -       | 0,6  | 1,2  | 6 388     |
| Celorico de Basto           | 61,78 | 22,44 | 5,00  | -       | 1,79 | 2,28 | 12 066    |
| Chamusca                    | 22,9  | 31,7  | 34,6  | -       | 2,2  | 0,9  | 8 748     |
| Chaves                      | 60,7  | 21,2  | 6,2   | -       | 1,7  | 2,0  | 26 308    |
| Cinfães                     | 56,0  | 27,1  | 5,3   | -       | 1,5  | 2,0  | 14 136    |
| Coimbra                     | 39,4  | 34,3  | 17,8  | -       | 1,8  | -    | 86 004    |
| Condeixa-a-Nova             | 37,4  | 41,2  | 10,7  | -       | 2,1  | -    | 8 233     |
| Constância                  | 29,6  | 37,2  | 20,4  | -       | 4,1  | 1,3  | 2 371     |
| Coruche                     | 26,4  | 18,5  | 47,7  | -       | 0,9  | 0,5  | 17 404    |
| Corvo                       | -     | 35,7  | 0,4   | 59,2    | 0    | -    | 238       |
| Covilhã                     | 37,4  | 27,8  | 24,4  | -       | 2,8  | 1,3  | 37 864    |
| Crato                       | 22,2  | 37,6  | 28,8  | -       | 2,3  | 1,1  | 3 974     |
| Cuba                        | 16,02 | 16,62 | 59,99 | -       | 1,34 | 0,60 | 4 176     |
| Elvas                       | 35,1  | 29,2  | 26,7  | -       | 1,9  | 1,0  | 15 880    |
| Entroncamento               | 33,8  | 33,8  | 22,4  | -       | 3,7  | 0,9  | 7 432     |
| Espinho                     | 43,75 | 36,14 | 15,13 | -       | 0,75 | 1,01 | 19 397    |
| Esposende                   | 68,07 | 17,43 | 6,30  | -       | 1,12 | 2,19 | 14 865    |
| Estarreja                   | 63,19 | 19,02 | 9,00  | -       | 1,30 | 2,22 | 15 480    |
| Estremoz                    | 33,8  | 17,8  | 39,1  | -       | 2,2  | 1,2  | 12 705    |
| Évora                       | 29,7  | 16,9  | 46,5  | -       | 1,7  | 0,8  | 34 608    |
| Fafe                        | 43,98 | 38,83 | 7,89  | -       | 1,26 | 1,74 | 25 520    |
| Faro                        | 39,3  | 27,7  | 23,7  | -       | 2,9  | 1,1  | 29 034    |
| Felgueiras                  | 46,9  | 38,8  | 7,2   | -       | 1,1  | 1,6  | 24 780    |
| Ferreira do Alentejo        | 16,97 | 25,02 | 50,54 | -       | 0,76 | 0,34 | 7 749     |
| Ferreira do Zêzere          | 66,3  | 17,4  | 3,9   | -       | 0,8  | 2,7  | 7 327     |
| Figueira da Foz             | 35,0  | 40,0  | 15,5  | -       | 1,4  | -    | 37 329    |
| Figueira de Castelo Rodrigo | 62,5  | 24,8  | 4,1   | -       | 1,0  | 1,3  | 6 237     |
| Figueiró dos Vinhos         | 70,7  | 14,8  | 3,8   | -       | 0,8  | 1,9  | 6 034     |
| Fornos de Algodres          | 64,8  | 24,3  | 3,0   | -       | 0,6  | 1,0  | 4 296     |
| Freixo de Espada à Cinta    | 48,75 | 31,91 | 8,19  | -       | 1,19 | 2,13 | 3 432     |
| Fronteira                   | 31,9  | 29,7  | 29,6  | -       | 2,4  | 0,6  | 3 174     |
| Funchal                     | -     | 24,6  | 4,6   | 46,8    | 7,2  | -    | 58 062    |
| Fundão                      | 42,0  | 36,8  | 9,4   | -       | 1,3  | 2,0  | 21 486    |
| Gavião                      | 25,1  | 36,9  | 25,9  | -       | 2,1  | 1,0  | 4 427     |
| Góis                        | 49,8  | 33,8  | 4,0   | -       | 0,9  | -    | 4 063     |
| Golegã                      | 28,0  | 25,7  | 37,0  | -       | 1,9  | 1,3  | 3 937     |
| Gondomar                    | 37,6  | 35,0  | 21,4  | -       | 1,8  | 0,9  | 75 789    |
| Gouveia                     | 46,8  | 34,5  | 8,9   | -       | 1,8  | 0,9  | 12 912    |
| Grândola                    | 22,1  | 16,5  | 54,1  | -       | 2,2  | 0,5  | 11 773    |
| Guarda                      | 49,5  | 36,7  | 5,5   | -       | 0,8  | 1,1  | 26 221    |
| Guimarães                   | 40,37 | 38,19 | 14,55 | -       | 1,36 | 1,11 | 78 317    |
| Horta                       | -     | 29,1  | 4,9   | 56,2    | 1,5  | -    | 9 058     |
| Idanha-a-Nova               | 39,7  | 38,9  | 8,3   | -       | 1,8  | 1,7  | 11 875    |
| Ílhavo                      | 59,97 | 25,76 | 6,96  | -       | 1,35 | 1,64 | 17 172    |
| Lagoa                       | -     | 33,5  | 3,2   | 47,8    | 1,9  | -    | 5 900     |
| Lagoa                       | 33,3  | 31,8  | 23,3  | -       | 3,4  | 1,6  | 9 701     |
| Lagos                       | 26,9  | 35,3  | 26,8  | -       | 3,6  | 1,0  | 13 017    |
| Lajes das Flores            | -     | 37,1  | 5,7   | 46,3    | 1,4  | -    | 1 080     |
| Lajes do Pico               | -     | 43,1  | 1,8   | 46,9    | 0,4  | -    | 3 346     |
| Lamego                      | 56,1  | 24,8  | 9,0   | -       | 1,4  | 1,6  | 17 744    |
| Leiria                      | 65,0  | 18,5  | 7,2   | -       | 1,4  | 2,1  | 56 200    |
| Lisboa                      | 44,1  | 24,5  | 23,5  | -       | 2,7  | 1,0  | 569 167   |
| Loulé                       | 43,6  | 31,1  | 13,4  | -       | 2,7  | 1,6  | 27 773    |
| Loures                      | 30,9  | 28,0  | 33,0  | -       | 2,8  | 0,7  | 159 923   |
| Lourinhã                    | 59,6  | 28,2  | 4,8   | -       | 0,9  | 1,5  | 13 166    |
| Lousã                       | 41,5  | 40,2  | 7,4   | -       | 2,7  | -    | 7 944     |
| Lousada                     | 46,2  | 36,9  | 9,1   | -       | 1,2  | 1,6  | 19 248    |
| Mação                       | 58,6  | 22,9  | 8,0   | -       | 1,5  | 1,7  | 8 478     |
| Macedo de Cavaleiros        | 66,5  | 17,5  | 5,1   | -       | 1,5  | 2,9  | 12 096    |
| Machico                     | -     | 11,7  | 2,7   | 53,3    | 23,8 | -    | 10 336    |
| Madalena                    | -     | 28,2  | 3,1   | 62,4    | 0,6  | -    | 3 614     |
| Mafra                       | 43,6  | 29,8  | 15,0  | -       | 2,1  | 1,6  | 26 447    |
| Maia                        | 39,6  | 38,3  | 15,7  | -       | 2,1  | 0,8  | 45 850    |
| Mangualde                   | 56,5  | 30,2  | 5,9   | -       | 1,2  | 1,3  | 12 603    |
| Manteigas                   | 42,1  | 30,9  | 17,3  | -       | 1,4  | 0,6  | 2 885     |
| Marco de Canaveses          | 52,4  | 32,1  | 6,6   | -       | 1,7  | 2,2  | 23 495    |
| Marinha Grande              | 23,4  | 27,2  | 39,4  | -       | 2,7  | 0,7  | 18 640    |
| Marvão                      | 36,0  | 37,6  | 13,7  | -       | 1,7  | 1,3  | 3 977     |
| Matosinhos                  | 36,1  | 41,9  | 16,0  | -       | 2,4  | 0,6  | 82 651    |
| Mealhada                    | 39,25 | 44,11 | 10,01 | -       | 0,82 | 0,86 | 10 773    |
| Mêda                        | 74,7  | 15,1  | 3,6   | -       | 0,6  | 0,9  | 5 581     |
| Melgaço                     | 51,4  | 34,3  | 3,3   | -       | 0,8  | 1,4  | 7 427     |
| Mértola                     | 16,09 | 18,49 | 57,40 | -       | 0,88 | 0,62 | 7 594     |
| Mesão Frio                  | 52,1  | 25,4  | 10,5  | -       | 1,9  | 1,5  | 3 511     |
| Mira                        | 55,0  | 33,4  | 3,9   | -       | 0,7  | -    | 7 799     |
| Miranda do Corvo            | 47,6  | 37,8  | 5,8   | -       | 0,9  | -    | 7 050     |
| Miranda do Douro            | 59,3  | 20,9  | 4,4   | -       | 3,0  | 3,3  | 5 868     |
| Mirandela                   | 60,0  | 22,0  | 7,0   | -       | 1,3  | 3,2  | 16 045    |
| Mogadouro                   | 69,3  | 17,5  | 3,6   | -       | 1,4  | 3,1  | 9 269     |
| Moimenta da Beira           | 64,6  | 18,9  | 6,7   | -       | 1,2  | 1,4  | 7 303     |
| Moita                       | 12,4  | 14,3  | 61,2  | -       | 7,4  | 0,4  | 29 721    |
| Monção                      | 58,8  | 25,8  | 4,1   | -       | 0,6  | 1,8  | 13 520    |
| Monchique                   | 43,8  | 30,4  | 14,6  | -       | 1,8  | 2,5  | 6 749     |
| Mondim de Basto             | 61,6  | 20,0  | 4,9   | -       | 2,7  | 2,2  | 4 818     |
| Monforte                    | 32,9  | 21,1  | 35,3  | -       | 1,8  | 1,0  | 2 986     |
| Montalegre                  | 53,8  | 27,3  | 6,5   | -       | 1,6  | 1,6  | 10 531    |
| Montemor-o-Novo             | 21,0  | 13,6  | 59,8  | -       | 1,3  | 0,7  | 14 916    |
| Montemor-o-Velho            | 32,8  | 44,1  | 11,7  | -       | 1,7  | -    | 15 737    |
| Montijo                     | 25,5  | 24,0  | 41,3  | -       | 3,2  | 0,5  | 23 502    |
| Mora                        | 32,1  | 11,7  | 49,6  | -       | 1,5  | 0,9  | 5 371     |
| Mortágua                    | 59,8  | 24,1  | 7,4   | -       | 1,4  | 1,4  | 6 160     |
| Moura                       | 17,38 | 22,19 | 51,65 | -       | 1,80 | 0,46 | 12 940    |
| Mourão                      | 28,3  | 24,8  | 35,9  | -       | 1,7  | 1,0  | 2 334     |
| Murça                       | 65,2  | 17,8  | 5,6   | -       | 1,1  | 2,5  | 4 844     |
| Murtosa                     | 74,01 | 13,36 | 3,57  | -       | 0,74 | 1,80 | 5 825     |
| Nazaré                      | 32,2  | 45,7  | 11,8  | -       | 4,2  | 0,9  | 9 165     |
| Nelas                       | 51,1  | 32,9  | 7,3   | -       | 2,3  | 1,3  | 8 731     |
| Nisa                        | 29,7  | 35,1  | 22,4  | -       | 2,0  | 1,1  | 8 094     |
| Nordeste                    | -     | 26,7  | 1,6   | 59,7    | 0,7  | -    | 3 792     |
| Óbidos                      | 42,7  | 34,0  | 11,1  | -       | 1,4  | 1,6  | 6 270     |
| Odemira                     | 19,80 | 21,00 | 47,69 | -       | 1,90 | 0,89 | 19 919    |
| Oeiras                      | 43,9  | 24,0  | 26,0  | -       | 2,3  | 0,6  | 86 981    |
| Oleiros                     | 83,4  | 9,2   | 2,0   | -       | 0,8  | 1,2  | 6 946     |
| Olhão                       | 32,1  | 43,5  | 14,0  | -       | 2,3  | 1,3  | 20 449    |
| Oliveira de Azeméis         | 53,83 | 30,54 | 8,25  | -       | 1,31 | 2,10 | 35 308    |
| Oliveira de Frades          | 74,7  | 13,8  | 3,9   | -       | 1,1  | 1,8  | 6 449     |
| Oliveira do Bairro          | 78,75 | 13,48 | 2,37  | -       | 0,67 | 1,48 | 11 042    |
| Oliveira do Hospital        | 56,7  | 31,8  | 2,8   | -       | 0,9  | -    | 14 899    |
| Ourém                       | 76,5  | 12,0  | 2,5   | -       | 1,3  | 2,7  | 24 526    |
| Ourique                     | 25,67 | 25,89 | 40,10 | -       | 1,15 | 0,78 | 5 149     |
| Ovar                        | 45,38 | 32,24 | 14,02 | -       | 2,38 | 1,56 | 24 711    |
| Paços de Ferreira           | 55,5  | 28,7  | 9,7   | -       | 1,1  | 1,8  | 21 133    |
| Palmela                     | 22,2  | 25,2  | 43,4  | -       | 2,6  | 0,4  | 23 208    |
| Pampilhosa da Serra         | 66,3  | 20,1  | 5,1   | -       | 0,7  | -    | 4 796     |
| Paredes                     | 56,7  | 27,0  | 8,9   | -       | 1,4  | 2,2  | 33 554    |
| Paredes de Coura            | 42,4  | 36,5  | 5,3   | -       | 0,8  | 2,1  | 6 117     |
| Pedrógão Grande             | 67,9  | 16,5  | 3,6   | -       | 0,9  | 2,3  | 3 885     |
| Penacova                    | 54,0  | 29,7  | 7,5   | -       | 0,7  | -    | 10 020    |
| Penafiel                    | 50,8  | 30,5  | 10,0  | -       | 1,7  | 2,2  | 33 216    |
| Penalva do Castelo          | 72,5  | 17,5  | 3,1   | -       | 1,0  | 1,1  | 6 250     |
| Penamacor                   | 49,4  | 33,9  | 4,3   | -       | 1,5  | 1,8  | 6 490     |
| Penedono                    | 56,2  | 25,3  | 6,8   | -       | 1,0  | 2,0  | 2 446     |
| Penela                      | 58,8  | 30,6  | 3,1   | -       | 0,4  | -    | 5 192     |
| Peniche                     | 37,5  | 33,8  | 20,7  | -       | 1,5  | 1,0  | 15 015    |
| Peso da Régua               | 41,3  | 39,7  | 8,5   | -       | 1,7  | 1,1  | 11 828    |
| Pinhel                      | 69,3  | 17,7  | 5,3   | -       | 0,7  | 1,4  | 9 108     |
| Pombal                      | 64,1  | 18,8  | 4,4   | -       | 1,2  | 2,4  | 30 065    |
| Ponta Delgada               | -     | 27,5  | 4,3   | 52,1    | 2,1  | -    | 30 996    |
| Ponta do Sol                | -     | 4,8   | 0,8   | 81,8    | 1,5  | -    | 4 984     |
| Ponte da Barca              | 59,9  | 26,1  | 3,2   | -       | 0,9  | 1,2  | 7 868     |
| Ponte de Lima               | 70,8  | 14,6  | 5,7   | -       | 0,5  | 1,8  | 24 563    |
| Ponte de Sor                | 29,4  | 16,9  | 45,4  | -       | 1,6  | 0,8  | 12 576    |
| Portalegre                  | 37,4  | 37,5  | 17,9  | -       | 1,3  | 0,7  | 18 782    |
| Portel                      | 19,1  | 14,9  | 58,3  | -       | 1,3  | 0,9  | 5 819     |
| Portimão                    | 32,7  | 33,6  | 23,3  | -       | 3,8  | 0,9  | 23 120    |
| Porto                       | 46,8  | 30,1  | 17,7  | -       | 2,3  | 0,6  | 222 721   |
| Porto de Mós                | 64,0  | 17,7  | 9,1   | -       | 1,4  | 2,2  | 13 661    |
| Porto Moniz                 | -     | 6,5   | 0,6   | 62,7    | 0,4  | -    | 2 189     |
| Porto Santo                 | -     | 35,7  | 1,3   | 58,1    | 1,3  | -    | 2 232     |
| Póvoa de Lanhoso            | 60,39 | 25,24 | 4,38  | -       | 1,65 | 1,78 | 11 022    |
| Póvoa de Varzim             | 59,2  | 25,7  | 9,5   | -       | 0,9  | 1,4  | 29 220    |
| Povoação                    | -     | 18,9  | 1,4   | 64,0    | 0,8  | -    | 4 588     |
| Proença-a-Nova              | 73,6  | 16,5  | 3,3   | -       | 1,0  | 1,2  | 8 122     |
| Redondo                     | 26,6  | 16,8  | 46,6  | -       | 2,1  | 1,2  | 5 768     |
| Reguengos de Monsaraz       | 27,6  | 26,7  | 38,2  | -       | 1,1  | 0,9  | 8 040     |
| Resende                     | 59,9  | 26,1  | 3,2   | -       | 1,4  | 1,3  | 8 332     |
| Ribeira Brava               | -     | 9,9   | 1,5   | 74,3    | 1,8  | -    | 6 863     |
| Ribeira de Pena             | 55,2  | 23,3  | 4,0   | -       | 1,6  | 2,0  | 5 078     |
| Ribeira Grande              | -     | 28,8  | 2,1   | 47,7    | 2,2  | -    | 13 515    |
| Rio Maior                   | 59,6  | 25,9  | 6,8   | -       | 1,0  | 1,8  | 12 884    |
| Sabrosa                     | 62,6  | 21,0  | 5,1   | -       | 1,1  | 1,6  | 5 334     |
| Sabugal                     | 70,6  | 17,1  | 2,4   | -       | 0,9  | 1,7  | 13 474    |
| Salvaterra de Magos         | 21,2  | 35,6  | 34,1  | -       | 1,5  | 0,8  | 11 025    |
| Santa Comba Dão             | 63,6  | 23,7  | 3,4   | -       | 1,5  | 1,5  | 8 363     |
| Santa Cruz                  | -     | 14,6  | 2,5   | 65,1    | 4,8  | -    | 12 329    |
| Santa Cruz da Graciosa      | -     | 26,9  | 1,1   | 64,4    | 0,7  | -    | 3 105     |
| Santa Cruz das Flores       | -     | 22,1  | 2,2   | 55,6    | 1,1  | -    | 1 382     |
| Santa Marta de Penaguião    | 46,4  | 36,9  | 6,0   | -       | 1,7  | 0,8  | 6 245     |
| Santana                     | -     | 7,9   | 0,9   | 74,7    | 1,6  | -    | 5 837     |
| Santarém                    | 39,1  | 32,0  | 19,9  | -       | 1,8  | 1,2  | 41 630    |
| Santiago do Cacém           | 24,8  | 18,7  | 48,5  | -       | 1,7  | 0,5  | 19 356    |
| Santo Tirso                 | 43,5  | 39,3  | 11,0  | -       | 1,3  | 1,1  | 54 138    |
| São Brás de Alportel        | 37,2  | 37,2  | 16,1  | -       | 1,3  | 1,5  | 4 762     |
| São João da Madeira         | 47,23 | 34,46 | 12,44 | -       | 1,68 | 0,94 | 10 524    |
| São João da Pesqueira       | 63,4  | 18,1  | 7,6   | -       | 2,3  | 1,5  | 5 850     |
| São Pedro do Sul            | 59,8  | 21,7  | 8,8   | -       | 1,2  | 1,7  | 12 548    |
| São Roque do Pico           | -     | 36,1  | 1,9   | 54,6    | 0,6  | -    | 2 110     |
| São Vicente                 | -     | 11,7  | 0,9   | 63,8    | 1,5  | -    | 4 137     |
| Sardoal                     | 51,1  | 26,3  | 9,5   | -       | 2,2  | 1,9  | 3 273     |
| Sátão                       | 77,1  | 13,5  | 2,0   | -       | 1,2  | 1,5  | 7 727     |
| Seia                        | 49,8  | 35,6  | 7,1   | -       | 0,8  | 1,1  | 19 681    |
| Seixal                      | 23,2  | 21,0  | 47,2  | -       | 3,5  | 0,6  | 46 012    |
| Sernancelhe                 | 70,8  | 16,9  | 2,5   | -       | 1,3  | 1,8  | 4 319     |
| Serpa                       | 21,68 | 20,24 | 50,86 | -       | 1,57 | 0,62 | 13 784    |
| Sertã                       | 73,2  | 15,5  | 3,4   | -       | 1,2  | 1,4  | 13 634    |
| Sesimbra                    | 23,9  | 22,7  | 41,7  | -       | 2,5  | 0,8  | 14 456    |
| Setúbal                     | 27,0  | 23,7  | 39,4  | -       | 4,4  | 0,6  | 61 301    |
| Sever do Vouga              | 74,31 | 15,02 | 4,30  | -       | 0,65 | 2,18 | 8 303     |
| Silves                      | 29,7  | 31,5  | 27,1  | -       | 2,9  | 1,5  | 20 841    |
| Sines                       | 22,7  | 17,8  | 52,0  | -       | 2,5  | 0,4  | 7 167     |
| Sintra                      | 37,2  | 26,5  | 26,9  | -       | 3,6  | 1,0  | 128 883   |
| Sobral de Monte Agraço      | 25,6  | 28,0  | 36,9  | -       | 1,3  | 0,4  | 4 921     |
| Soure                       | 30,9  | 49,2  | 8,5   | -       | 1,4  | -    | 14 082    |
| Sousel                      | 41,1  | 11,5  | 40,1  | -       | 1,9  | 0,7  | 5 153     |
| Tábua                       | 59,4  | 27,2  | 3,8   | -       | 0,7  | -    | 8 284     |
| Tabuaço                     | 69,8  | 18,3  | 3,0   | -       | 1,7  | 1,6  | 5 010     |
| Tarouca                     | 65,4  | 8,5   | 13,7  | -       | 1,5  | 1,9  | 4 762     |
| Tavira                      | 35,6  | 39,5  | 10,7  | -       | 5,1  | 1,5  | 14 754    |
| Terras de Bouro             | 66,21 | 17,78 | 6,02  | -       | 1,30 | 2,52 | 5 682     |
| Tomar                       | 51,0  | 28,0  | 9,6   | -       | 2,8  | 1,7  | 28 767    |
| Tondela                     | 70,1  | 18,9  | 4,2   | -       | 1,1  | 1,5  | 21 947    |
| Torre de Moncorvo           | 53,6  | 29,6  | 6,3   | -       | 1,6  | 2,4  | 8 255     |
| Torres Novas                | 39,6  | 26,7  | 21,4  | -       | 2,9  | 1,8  | 23 285    |
| Torres Vedras               | 39,7  | 29,6  | 21,1  | -       | 1,7  | 1,3  | 37 015    |
| Trancoso                    | 68,5  | 18,6  | 3,8   | -       | 0,6  | 1,8  | 8 309     |
| Vagos                       | 81,79 | 10,16 | 1,87  | -       | 0,59 | 1,67 | 10 921    |
| Vale de Cambra              | 66,36 | 21,12 | 5,00  | -       | 1,26 | 2,43 | 13 854    |
| Valença                     | 55,4  | 30,2  | 4,5   | -       | 0,7  | 1,7  | 8 165     |
| Valongo                     | 40,3  | 37,9  | 15,5  | -       | 1,9  | 1,0  | 34 335    |
| Valpaços                    | 71,0  | 16,0  | 2,5   | -       | 0,8  | 1,6  | 14 714    |
| Velas                       | -     | 11,3  | 1,3   | 55,1    | 1,4  | -    | 3 325     |
| Vendas Novas                | 28,3  | 17,6  | 47,6  | -       | 1,6  | 0,7  | 7 725     |
| Viana do Alentejo           | 20,3  | 14,7  | 55,6  | -       | 1,9  | 1,0  | 4 429     |
| Viana do Castelo            | 48,3  | 22,7  | 19,4  | -       | 1,2  | 1,7  | 46 531    |
| Vidigueira                  | 17,72 | 22,57 | 50,43 | -       | 1,18 | 0,89 | 5 152     |
| Vieira do Minho             | 54,24 | 25,01 | 7,61  | -       | 1,83 | 2,09 | 8 966     |
| Vila de Rei                 | 84,1  | 6,9   | 2,2   | -       | 1,0  | 1,1  | 3 348     |
| Vila do Bispo               | 22,3  | 36,5  | 23,7  | -       | 6,0  | 1,2  | 3 618     |
| Vila da Feira               | 46,10 | 39,36 | 7,78  | -       | 1,09 | 1,52 | 59 419    |
| Vila do Conde               | 45,1  | 37,0  | 11,8  | -       | 1,1  | 1,2  | 35 495    |
| Vila do Porto               | -     | 31,0  | 2,7   | 44,4    | 1,5  | -    | 3 301     |
| Vila Flor                   | 57,9  | 19,2  | 8,1   | -       | 2,3  | 3,8  | 5 391     |
| Vila Franca de Xira         | 22,8  | 29,5  | 39,8  | -       | 2,8  | 0,5  | 49 601    |
| Vila Franca do Campo        | -     | 24,9  | 4,2   | 52,0    | 2,8  | -    | 5 828     |
| Vila Nova da Barquinha      | 34,9  | 34,8  | 18,6  | -       | 3,2  | 1,4  | 4 962     |
| Vila Nova de Cerveira       | 53,7  | 29,2  | 6,1   | -       | 0,8  | 1,8  | 5 438     |
| Vila Nova de Famalicão      | 49,01 | 34,23 | 10,17 | -       | 1,16 | 1,31 | 59 167    |
| Vila Nova de Foz Coa        | 66,5  | 19,1  | 6,4   | -       | 0,7  | 0,9  | 7 154     |
| Vila Nova de Gaia           | 40,4  | 38,1  | 15,4  | -       | 2,0  | 0,7  | 135 518   |
| Vila Nova de Paiva          | 69,7  | 13,9  | 2,4   | -       | 2,2  | 2,5  | 3 618     |
| Vila Nova de Poiares        | 47,3  | 32,0  | 9,3   | -       | 0,9  | -    | 3 759     |
| Vila Pouca de Aguiar        | 56,0  | 28,4  | 4,5   | -       | 1,0  | 1,7  | 10 138    |
| Vila Praia da Vitória       | -     | 36,3  | 1,7   | 50,0    | 1,1  | -    | 11 949    |
| Vila Real                   | 57,0  | 23,8  | 8,5   | -       | 2,0  | 1,6  | 26 512    |
| Vila Real de Santo António  | 25,3  | 29,0  | 34,0  | -       | 4,4  | 0,8  | 10 017    |
| Vila Velha de Ródão         | 33,0  | 38,3  | 18,7  | -       | 1,4  | 1,7  | 3 624     |
| Vila Verde                  | 67,01 | 19,00 | 3,57  | -       | 1,67 | 2,41 | 22 848    |
| Vila Viçosa                 | 28,1  | 18,0  | 46,2  | -       | 1,5  | 1,0  | 5 788     |
| Vimioso                     | 63,7  | 16,3  | 4,8   | -       | 2,0  | 3,7  | 4 585     |
| Vinhais                     | 58,8  | 22,9  | 5,6   | -       | 1,9  | 3,6  | 9 152     |
| Viseu                       | 67,0  | 20,4  | 5,3   | -       | 1,3  | 1,8  | 48 138    |
| Vouzela                     | 70,3  | 16,7  | 5,5   | -       | 1,1  | 1,7  | 8 120     |
| Portugal                    | 42,2  | 27,4  | 19,0  | 2,4     | 2,2  | 1,1  | 5 915 168 |

## Resultados por círculo eleitoral

Deputados eleitos por círculo eleitoral.

### Açores
| Partidos                | Partidos                                        | Votos   | %             | +/- | Deputados | +/-     |
| ----------------------- | ----------------------------------------------- | ------- | ------------- | --- | --------- | ------- |
|                         | Partido Social Democrata                        | 67 598  | 52,0 / 100,0  | 2,5 | 3 / 5     | 1       |
|                         | Partido Socialista                              | 38 975  | 30,0 / 100,0  | 3,6 | 2 / 5     | Estável |
|                         | Partido do Centro Democrático Social            | 9 518   | 7,3 / 100,0   | 3,4 | 0 / 5     | Estável |
|                         | Aliança Povo Unido                              | 3 977   | 3,1 / 100,0   | 1,6 | 0 / 5     | Estável |
|                         | União Democrática Popular                       | 2 257   | 1,7 / 100,0   | -   | 0 / 5     | -       |
|                         | Partido Comunista dos Trabalhadores Portugueses | 1 726   | 1,3 / 100,0   | 0,7 | 0 / 5     | Estável |
|                         | Outros                                          | 1 080   | 0,8 / 100,0   |     | 0 / 5     |         |
| Votos inválidos         | Votos inválidos                                 | 5 143   | 4,0 / 100,0   | 1,3 |           |         |
| Total                   | Total                                           | 130 094 | 100,0 / 100,0 |     | 5 / 5     | 1       |
| Eleitorado/Participação | Eleitorado/Participação                         | 156 458 | 83,2 / 100,0  | 5,2 |           |         |

### Aveiro
| Partidos                | Partidos                     | Votos   | %             | +/- | Deputados | +/-     |
| ----------------------- | ---------------------------- | ------- | ------------- | --- | --------- | ------- |
|                         | Aliança Democrática          | 202 837 | 56,7 / 100,0  | 1,3 | 9 / 15    | 1       |
|                         | Partido Socialista           | 101 574 | 28,4 / 100,0  | 2,4 | 5 / 15    | Estável |
|                         | Aliança Povo Unido           | 28 251  | 7,9 / 100,0   | 4,2 | 1 / 15    | 1       |
|                         | Partido da Democracia Cristã | 6 149   | 1,7 / 100,0   | 1,2 | 0 / 15    | Estável |
|                         | União Democrática Popular    | 4 148   | 1,2 / 100,0   | 0,3 | 0 / 15    | Estável |
|                         | Outros                       | 6 329   | 1,8 / 100,0   |     | 0 / 15    |         |
| Votos inválidos         | Votos inválidos              | 8 638   | 2,4 / 100,0   | 1,9 |           |         |
| Total                   | Total                        | 357 926 | 100,0 / 100,0 |     | 15 / 15   |         |
| Eleitorado/Participação | Eleitorado/Participação      | 405 459 | 88,3 / 100,0  | 3,7 |           |         |

### Beja
| Partidos                | Partidos                                        | Votos   | %             | +/-  | Deputados | +/-     |
| ----------------------- | ----------------------------------------------- | ------- | ------------- | ---- | --------- | ------- |
|                         | Aliança Povo Unido                              | 63 498  | 50,7 / 100,0  | 6,7  | 3 / 5     | 1       |
|                         | Partido Socialista                              | 27 503  | 22,0 / 100,0  | 10,0 | 1 / 5     | 1       |
|                         | Aliança Democrática                             | 23 743  | 19,0 / 100,0  | 6,0  | 1 / 5     | 1       |
|                         | União Democrática Popular                       | 2 201   | 1,8 / 100,0   | 0,4  | 0 / 5     | Estável |
|                         | Partido Comunista dos Trabalhadores Portugueses | 1 846   | 1,5 / 100,0   | 1,1  | 0 / 5     | Estável |
|                         | Outros                                          | 2 725   | 2,2 / 100,0   |      | 0 / 5     |         |
| Votos inválidos         | Votos inválidos                                 | 3 754   | 3,0 / 100,0   | 1,6  |           |         |
| Total                   | Total                                           | 125 270 | 100,0 / 100,0 |      | 5 / 5     | 1       |
| Eleitorado/Participação | Eleitorado/Participação                         | 144 127 | 86,9 / 100,0  | 3,1  |           |         |

### Braga
| Partidos                | Partidos                                        | Votos   | %             | +/- | Deputados | +/-     |
| ----------------------- | ----------------------------------------------- | ------- | ------------- | --- | --------- | ------- |
|                         | Aliança Democrática                             | 197 250 | 51,9 / 100,0  | 2,6 | 9 / 15    | Estável |
|                         | Partido Socialista                              | 114 886 | 30,2 / 100,0  | 2,1 | 5 / 15    | 1       |
|                         | Aliança Povo Unido                              | 38 051  | 10,0 / 100,0  | 6,3 | 1 / 15    | 1       |
|                         | Partido da Democracia Cristã                    | 5 867   | 1,5 / 100,0   | 1,0 | 0 / 15    | Estável |
|                         | União Democrática Popular                       | 5 482   | 1,4 / 100,0   | 0,4 | 0 / 15    | Estável |
|                         | Partido Comunista dos Trabalhadores Portugueses | 3 856   | 1,0 / 100,0   | 0,5 | 0 / 15    | Estável |
|                         | Outros                                          | 5 190   | 1,4 / 100,0   |     | 0 / 15    |         |
| Votos inválidos         | Votos inválidos                                 | 9 825   | 2,6 / 100,0   | 2,7 |           |         |
| Total                   | Total                                           | 380 407 | 100,0 / 100,0 |     | 15 / 15   |         |
| Eleitorado/Participação | Eleitorado/Participação                         | 416 650 | 91,3 / 100,0  | 1,7 |           |         |

### Bragança
| Partidos                | Partidos                                        | Votos   | %             | +/-  | Deputados | +/-     |
| ----------------------- | ----------------------------------------------- | ------- | ------------- | ---- | --------- | ------- |
|                         | Aliança Democrática                             | 63 842  | 60,7 / 100,0  | 1,6  | 3 / 4     | 1       |
|                         | Partido Socialista                              | 23 346  | 22,2 / 100,0  | 0,4  | 1 / 4     | Estável |
|                         | Aliança Povo Unido                              | 6 062   | 5,8 / 100,0   | 3,1  | 0 / 4     | Estável |
|                         | Partido da Democracia Cristã                    | 3 245   | 3,1 / 100,0   | 2,2  | 0 / 4     | Estável |
|                         | União Democrática Popular                       | 1 944   | 1,9 / 100,0   | 1,1  | 0 / 4     | Estável |
|                         | Partido Socialista Revolucionário               | 1 126   | 1,1 / 100,0   | Novo | 0 / 4     | Novo    |
|                         | Partido Comunista dos Trabalhadores Portugueses | 1 092   | 1,0 / 100,0   | 0,4  | 0 / 4     | Estável |
|                         | Outros                                          | 556     | 0,5 / 100,0   |      | 0 / 4     |         |
| Votos inválidos         | Votos inválidos                                 | 4 007   | 3,8 / 100,0   | 3,3  |           |         |
| Total                   | Total                                           | 105 220 | 100,0 / 100,0 |      | 4 / 4     | 1       |
| Eleitorado/Participação | Eleitorado/Participação                         | 125 225 | 84,0 / 100,0  | 6,6  |           |         |

### Castelo Branco
| Partidos                | Partidos                                        | Votos   | %             | +/-  | Deputados | +/-     |
| ----------------------- | ----------------------------------------------- | ------- | ------------- | ---- | --------- | ------- |
|                         | Aliança Democrática                             | 76 658  | 49,9 / 100,0  | 6,7  | 4 / 6     | Estável |
|                         | Partido Socialista                              | 42 659  | 27,8 / 100,0  | 8,6  | 2 / 6     | 1       |
|                         | Aliança Povo Unido                              | 19 071  | 12,4 / 100,0  | 5,8  | 0 / 6     | Estável |
|                         | União Democrática Popular                       | 2 887   | 1,9 / 100,0   | 0,8  | 0 / 6     | Estável |
|                         | Partido da Democracia Cristã                    | 2 327   | 1,5 / 100,0   | 0,7  | 0 / 6     | Estável |
|                         | Partido Comunista dos Trabalhadores Portugueses | 1 683   | 1,1 / 100,0   | 0,2  | 0 / 6     | Estável |
|                         | União da Esquerda para a Democracia Socialista  | 1 469   | 1,0 / 100,0   | Novo | 0 / 6     | Novo    |
|                         | Outros                                          | 1 245   | 0,8 / 100,0   |      | 0 / 6     |         |
| Votos inválidos         | Votos inválidos                                 | 5 643   | 3,7 / 100,0   | 4,3  |           |         |
| Total                   | Total                                           | 153 642 | 100,0 / 100,0 |      | 6 / 6     | 1       |
| Eleitorado/Participação | Eleitorado/Participação                         | 178 513 | 86,1 / 100,0  | 5,3  |           |         |

### Coimbra
| Partidos                | Partidos                                        | Votos   | %             | +/-  | Deputados | +/-     |
| ----------------------- | ----------------------------------------------- | ------- | ------------- | ---- | --------- | ------- |
|                         | Aliança Democrática                             | 120 298 | 44,8 / 100,0  | 5,0  | 6 / 12    | 1       |
|                         | Partido Socialista                              | 94 256  | 35,1 / 100,0  | 5,8  | 5 / 12    | 1       |
|                         | Aliança Povo Unido                              | 29 944  | 11,2 / 100,0  | 3,9  | 1 / 12    | Estável |
|                         | União Democrática Popular                       | 3 529   | 1,3 / 100,0   | 0,1  | 0 / 12    | Estável |
|                         | Partido Comunista dos Trabalhadores Portugueses | 2 653   | 1,0 / 100,0   | 0,4  | 0 / 12    | Estável |
|                         | União da Esquerda para a Democracia Socialista  | 2 599   | 1,0 / 100,0   | Novo | 0 / 12    | Novo    |
|                         | Outros                                          | 3 669   | 1,4 / 100,0   |      | 0 / 12    |         |
| Votos inválidos         | Votos inválidos                                 | 11 426  | 4,3 / 100,0   | 2,4  |           |         |
| Total                   | Total                                           | 268 374 | 100,0 / 100,0 |      | 12 / 12   |         |
| Eleitorado/Participação | Eleitorado/Participação                         | 318 971 | 84,1 / 100,0  | 6,7  |           |         |

### Évora
| Partidos                | Partidos                  | Votos   | %             | +/-  | Deputados | +/-     |
| ----------------------- | ------------------------- | ------- | ------------- | ---- | --------- | ------- |
|                         | Aliança Povo Unido        | 61 480  | 48,9 / 100,0  | 5,7  | 3 / 5     | 1       |
|                         | Aliança Democrática       | 33 857  | 26,9 / 100,0  | 9,1  | 1 / 5     | 1       |
|                         | Partido Socialista        | 21 229  | 16,9 / 100,0  | 13,4 | 1 / 5     | 1       |
|                         | União Democrática Popular | 2 071   | 1,7 / 100,0   | 0,9  | 0 / 5     | Estável |
|                         | Outros                    | 4 220   | 3,4 / 100,0   |      | 0 / 5     |         |
| Votos inválidos         | Votos inválidos           | 3 044   | 2,4 / 100,0   | 0,9  |           |         |
| Total                   | Total                     | 125 841 | 100,0 / 100,0 |      | 5 / 5     | 1       |
| Eleitorado/Participação | Eleitorado/Participação   | 138 546 | 90,8 / 100,0  | 2,4  |           |         |

### Faro
| Partidos                | Partidos                                        | Votos   | %             | +/-  | Deputados | +/-     |
| ----------------------- | ----------------------------------------------- | ------- | ------------- | ---- | --------- | ------- |
|                         | Aliança Democrática                             | 71 232  | 34,6 / 100,0  | 8,0  | 4 / 9     | 2       |
|                         | Partido Socialista                              | 70 069  | 34,0 / 100,0  | 10,6 | 3 / 9     | 3       |
|                         | Aliança Povo Unido                              | 41 724  | 20,3 / 100,0  | 5,8  | 2 / 9     | 1       |
|                         | União Democrática Popular                       | 6 528   | 3,2 / 100,0   | 0,6  | 0 / 9     | Estável |
|                         | Partido da Democracia Cristã                    | 2 761   | 1,3 / 100,0   | 0,5  | 0 / 9     | Estável |
|                         | União da Esquerda para a Democracia Socialista  | 2 357   | 1,1 / 100,0   | Novo | 0 / 9     | Novo    |
|                         | Partido Comunista dos Trabalhadores Portugueses | 2 293   | 1,1 / 100,0   | 0,1  | 0 / 9     | Estável |
|                         | Outros                                          | 1 677   | 0,8 / 100,0   |      | 0 / 9     |         |
| Votos inválidos         | Votos inválidos                                 | 7 312   | 3,6 / 100,0   | 2,2  |           |         |
| Total                   | Total                                           | 205 953 | 100,0 / 100,0 |      | 9 / 9     |         |
| Eleitorado/Participação | Eleitorado/Participação                         | 242 457 | 84,9 / 100,0  | 4,1  |           |         |

### Guarda
| Partidos                | Partidos                          | Votos   | %             | +/-  | Deputados | +/-     |
| ----------------------- | --------------------------------- | ------- | ------------- | ---- | --------- | ------- |
|                         | Aliança Democrática               | 81 115  | 60,6 / 100,0  | 2,0  | 4 / 5     | Estável |
|                         | Partido Socialista                | 35 112  | 26,3 / 100,0  | 1,1  | 1 / 5     | 1       |
|                         | Aliança Povo Unido                | 7 202   | 5,4 / 100,0   | 2,5  | 0 / 5     | Estável |
|                         | Partido da Democracia Cristã      | 1 617   | 1,2 / 100,0   | 0,2  | 0 / 5     | Estável |
|                         | Partido Socialista Revolucionário | 1 331   | 1,0 / 100,0   | Novo | 0 / 5     | Novo    |
|                         | Outros                            | 2 941   | 2,2 / 100,0   |      | 0 / 5     |         |
| Votos inválidos         | Votos inválidos                   | 4 453   | 3,3 / 100,0   | 3,9  |           |         |
| Total                   | Total                             | 133 771 | 100,0 / 100,0 |      | 5 / 5     | 1       |
| Eleitorado/Participação | Eleitorado/Participação           | 154 485 | 86,6 / 100,0  | 4,4  |           |         |

### Leiria
| Partidos                | Partidos                                        | Votos   | %             | +/-  | Deputados | +/-     |
| ----------------------- | ----------------------------------------------- | ------- | ------------- | ---- | --------- | ------- |
|                         | Aliança Democrática                             | 142 731 | 56,2 / 100,0  | 4,9  | 7 / 11    | 1       |
|                         | Partido Socialista                              | 58 955  | 23,2 / 100,0  | 7,9  | 3 / 11    | 1       |
|                         | Aliança Povo Unido                              | 27 561  | 10,9 / 100,0  | 3,6  | 1 / 11    | Estável |
|                         | Partido da Democracia Cristã                    | 4 674   | 1,8 / 100,0   | 1,1  | 0 / 11    | Estável |
|                         | União Democrática Popular                       | 3 789   | 1,5 / 100,0   | 0,5  | 0 / 11    | Estável |
|                         | Partido Comunista dos Trabalhadores Portugueses | 2 641   | 1,0 / 100,0   | 0,5  | 0 / 11    | Estável |
|                         | Partido Operário de Unidade Socialista          | 2 621   | 1,0 / 100,0   | Novo | 0 / 11    | Novo    |
|                         | Outros                                          | 3 423   | 1,3 / 100,0   |      | 0 / 11    |         |
| Votos inválidos         | Votos inválidos                                 | 7 718   | 3,0 / 100,0   | 3,0  |           |         |
| Total                   | Total                                           | 254 113 | 100,0 / 100,0 |      | 11 / 11   |         |
| Eleitorado/Participação | Eleitorado/Participação                         | 293 564 | 86,6 / 100,0  | 6,3  |           |         |

### Lisboa
| Partidos                | Partidos                  | Votos     | %             | +/-  | Deputados | +/-     |
| ----------------------- | ------------------------- | --------- | ------------- | ---- | --------- | ------- |
|                         | Aliança Democrática       | 523 583   | 39,9 / 100,0  | 10,0 | 24 / 56   | 6       |
|                         | Aliança Povo Unido        | 341 658   | 26,0 / 100,0  | 4,2  | 16 / 56   | 2       |
|                         | Partido Socialista        | 339 032   | 25,8 / 100,0  | 12,5 | 15 / 56   | 10      |
|                         | União Democrática Popular | 36 388    | 2,8 / 100,0   | 0,2  | 1 / 56    | Estável |
|                         | Outros                    | 45 506    | 3,5 / 100,0   |      | 0 / 56    |         |
| Votos inválidos         | Votos inválidos           | 27 205    | 2,1 / 100,0   | 1,3  |           |         |
| Total                   | Total                     | 1 313 372 | 100,0 / 100,0 |      | 56 / 56   | 2       |
| Eleitorado/Participação | Eleitorado/Participação   | 1 495 234 | 87,8 / 100,0  | 4,1  |           |         |

### Madeira
| Partidos                | Partidos                                        | Votos   | %             | +/-     | Deputados | +/-     |
| ----------------------- | ----------------------------------------------- | ------- | ------------- | ------- | --------- | ------- |
|                         | Partido Social Democrata                        | 73 629  | 57,8 / 100,0  | 4,8     | 4 / 5     | Estável |
|                         | Partido Socialista                              | 21 921  | 17,2 / 100,0  | 7,7     | 1 / 5     | Estável |
|                         | Partido do Centro Democrático Social            | 14 005  | 11,0 / 100,0  | 2,3     | 0 / 5     | 1       |
|                         | União Democrática Popular                       | 8 438   | 6,6 / 100,0   | 5,3     | 0 / 5     | Estável |
|                         | Aliança Povo Unido                              | 3 891   | 3,1 / 100,0   | 1,6     | 0 / 5     | Estável |
|                         | Partido Comunista dos Trabalhadores Portugueses | 1 216   | 1,0 / 100,0   | 0,5     | 0 / 5     | Estável |
|                         | Outros                                          | 655     | 0,5 / 100,0   |         | 0 / 5     |         |
| Votos inválidos         | Votos inválidos                                 | 3 636   | 2,9 / 100,0   | Estável |           |         |
| Total                   | Total                                           | 127 391 | 100,0 / 100,0 |         | 5 / 5     | 1       |
| Eleitorado/Participação | Eleitorado/Participação                         | 149 617 | 85,1 / 100,0  | 5,0     |           |         |

### Portalegre
| Partidos                | Partidos                                        | Votos   | %             | +/-  | Deputados | +/-     |
| ----------------------- | ----------------------------------------------- | ------- | ------------- | ---- | --------- | ------- |
|                         | Aliança Democrática                             | 31 719  | 32,1 / 100,0  | 7,6  | 2 / 4     | 2       |
|                         | Partido Socialista                              | 29 426  | 29,8 / 100,0  | 12,1 | 1 / 4     | 2       |
|                         | Aliança Povo Unido                              | 29 080  | 29,4 / 100,0  | 7,4  | 1 / 4     | Estável |
|                         | União Democrática Popular                       | 1 723   | 1,7 / 100,0   | 0,7  | 0 / 4     | Estável |
|                         | Partido Comunista dos Trabalhadores Portugueses | 1 252   | 1,3 / 100,0   | 0,9  | 0 / 4     | Estável |
|                         | Partido Socialista Revolucionário               | 1 016   | 1,0 / 100,0   | Novo | 0 / 4     | Novo    |
|                         | Outros                                          | 1 536   | 1,6 / 100,0   |      | 0 / 4     |         |
| Votos inválidos         | Votos inválidos                                 | 3 172   | 3,2 / 100,0   | 2,7  |           |         |
| Total                   | Total                                           | 98 924  | 100,0 / 100,0 |      | 4 / 4     |         |
| Eleitorado/Participação | Eleitorado/Participação                         | 110 975 | 89,1 / 100,0  | 2,2  |           |         |

### Porto
| Partidos                | Partidos                     | Votos     | %             | +/-  | Deputados | +/-     |
| ----------------------- | ---------------------------- | --------- | ------------- | ---- | --------- | ------- |
|                         | Aliança Democrática          | 405 060   | 44,5 / 100,0  | 1,5  | 18 / 38   | 1       |
|                         | Partido Socialista           | 317 078   | 34,8 / 100,0  | 5,9  | 14 / 38   | 4       |
|                         | Aliança Povo Unido           | 131 833   | 14,5 / 100,0  | 6,1  | 6 / 38    | 3       |
|                         | União Democrática Popular    | 17 297    | 1,9 / 100,0   | 0,4  | 0 / 38    | Estável |
|                         | Partido da Democracia Cristã | 9 519     | 1,0 / 100,0   | 0,6  | 0 / 38    | Estável |
|                         | Outros                       | 13 269    | 1,5 / 100,0   |      | 0 / 38    |         |
| Votos inválidos         | Votos inválidos              | 17 282    | 1,9 / 100,0   | 2,4  |           |         |
| Total                   | Total                        | 911 338   | 100,0 / 100,0 |      | 38 / 38   |         |
| Eleitorado/Participação | Eleitorado/Participação      | 1 364 425 | 66,8 / 100,0  | 21,5 |           |         |

### Santarém
| Partidos                | Partidos                          | Votos   | %             | +/-  | Deputados | +/-     |
| ----------------------- | --------------------------------- | ------- | ------------- | ---- | --------- | ------- |
|                         | Aliança Democrática               | 118 494 | 41,0 / 100,0  | 7,0  | 6 / 12    | 1       |
|                         | Partido Socialista                | 78 893  | 27,3 / 100,0  | 11,1 | 3 / 12    | 3       |
|                         | Aliança Povo Unido                | 62 713  | 21,7 / 100,0  | 5,6  | 3 / 12    | 1       |
|                         | União Democrática Popular         | 6 280   | 2,2 / 100,0   | 0,5  | 0 / 12    | Estável |
|                         | Partido da Democracia Cristã      | 3 995   | 1,4 / 100,0   | 0,8  | 0 / 12    | Estável |
|                         | Partido Socialista Revolucionário | 2 945   | 1,0 / 100,0   | Novo | 0 / 12    | Novo    |
|                         | Outros                            | 6 599   | 2,3 / 100,0   |      | 0 / 12    |         |
| Votos inválidos         | Votos inválidos                   | 8 818   | 3,1 / 100,0   | 2,4  |           |         |
| Total                   | Total                             | 288 737 | 100,0 / 100,0 |      | 12 / 12   | 1       |
| Eleitorado/Participação | Eleitorado/Participação           | 335 231 | 86,1 / 100,0  | 2,5  |           |         |

### Setúbal
| Partidos                | Partidos                  | Votos   | %             | +/-  | Deputados | +/-     |
| ----------------------- | ------------------------- | ------- | ------------- | ---- | --------- | ------- |
|                         | Aliança Povo Unido        | 189 593 | 47,0 / 100,0  | 2,6  | 9 / 17    | Estável |
|                         | Aliança Democrática       | 89 978  | 22,3 / 100,0  | 9,2  | 4 / 17    | 3       |
|                         | Partido Socialista        | 86 192  | 21,4 / 100,0  | 10,8 | 4 / 17    | 3       |
|                         | União Democrática Popular | 15 995  | 4,0 / 100,0   | 1,2  | 0 / 17    | Estável |
|                         | Outros                    | 13 587  | 3,4 / 100,0   |      | 0 / 17    |         |
| Votos inválidos         | Votos inválidos           | 8 199   | 2,0 / 100,0   | 1,5  |           |         |
| Total                   | Total                     | 403 544 | 100,0 / 100,0 |      | 17 / 17   |         |
| Eleitorado/Participação | Eleitorado/Participação   | 457 112 | 88,3 / 100,0  | 3,6  |           |         |

### Viana do Castelo
| Partidos                | Partidos                                        | Votos   | %             | +/-  | Deputados | +/-     |
| ----------------------- | ----------------------------------------------- | ------- | ------------- | ---- | --------- | ------- |
|                         | Aliança Democrática                             | 79 702  | 54,8 / 100,0  | 2,2  | 4 / 6     | 1       |
|                         | Partido Socialista                              | 36 186  | 24,9 / 100,0  | 0,6  | 2 / 6     | Estável |
|                         | Aliança Povo Unido                              | 14 266  | 9,8 / 100,0   | 3,2  | 0 / 6     | Estável |
|                         | Partido da Democracia Cristã                    | 2 483   | 1,7 / 100,0   | 0,8  | 0 / 6     | Estável |
|                         | Partido Comunista dos Trabalhadores Portugueses | 1 757   | 1,2 / 100,0   | 0,9  | 0 / 6     | Estável |
|                         | União da Esquerda para a Democracia Socialista  | 1 457   | 1,0 / 100,0   | Novo | 0 / 6     | Novo    |
|                         | Outros                                          | 3 637   | 2,5 / 100,0   |      | 0 / 6     |         |
| Votos inválidos         | Votos inválidos                                 | 5 923   | 4,1 / 100,0   | 2,0  |           |         |
| Total                   | Total                                           | 145 411 | 100,0 / 100,0 |      | 6 / 6     | 1       |
| Eleitorado/Participação | Eleitorado/Participação                         | 172 323 | 84,4 / 100,0  | 5,3  |           |         |

### Vila Real
| Partidos                | Partidos                                        | Votos   | %             | +/-  | Deputados | +/-     |
| ----------------------- | ----------------------------------------------- | ------- | ------------- | ---- | --------- | ------- |
|                         | Aliança Democrática                             | 84 071  | 57,7 / 100,0  | 0,4  | 4 / 6     | 1       |
|                         | Partido Socialista                              | 36 184  | 24,8 / 100,0  | 1,5  | 2 / 6     | Estável |
|                         | Aliança Povo Unido                              | 8 920   | 6,1 / 100,0   | 3,0  | 0 / 6     | Estável |
|                         | Partido da Democracia Cristã                    | 2 367   | 1,6 / 100,0   | 0,8  | 0 / 6     | Estável |
|                         | União Democrática Popular                       | 2 222   | 1,5 / 100,0   | 0,6  | 0 / 6     | Estável |
|                         | Partido Comunista dos Trabalhadores Portugueses | 1 739   | 1,2 / 100,0   | 0,8  | 0 / 6     | Estável |
|                         | União da Esquerda para a Democracia Socialista  | 1 563   | 1,1 / 100,0   | Novo | 0 / 6     | Novo    |
|                         | Outros                                          | 1 532   | 1,1           |      | 0 / 6     |         |
| Votos inválidos         | Votos inválidos                                 | 7 219   | 5,0 / 100,0   | 2,4  |           |         |
| Total                   | Total                                           | 145 817 | 100,0 / 100,0 |      | 6 / 6     | 1       |
| Eleitorado/Participação | Eleitorado/Participação                         | 171 488 | 85,0 / 100,0  | 6,7  |           |         |

### Viseu
| Partidos                | Partidos                          | Votos   | %             | +/-  | Deputados | +/-     |
| ----------------------- | --------------------------------- | ------- | ------------- | ---- | --------- | ------- |
|                         | Aliança Democrática               | 156 445 | 64,1 / 100,0  | 0,3  | 8 / 10    | Estável |
|                         | Partido Socialista                | 52 183  | 21,4 / 100,0  | 1,7  | 2 / 10    | 1       |
|                         | Aliança Povo Unido                | 13 464  | 5,5 / 100,0   | 3,2  | 0 / 10    | Estável |
|                         | Partido da Democracia Cristã      | 4 032   | 1,7 / 100,0   | 0,6  | 0 / 10    | Estável |
|                         | União Democrática Popular         | 3 373   | 1,4 / 100,0   | 0,5  | 0 / 10    | Estável |
|                         | Partido Socialista Revolucionário | 2 607   | 1,1 / 100,0   | Novo | 0 / 10    | Novo    |
|                         | Outros                            | 3 156   | 1,3 / 100,0   |      | 0 / 10    |         |
| Votos inválidos         | Votos inválidos                   | 8 669   | 3,6 / 100,0   | 2,5  |           |         |
| Total                   | Total                             | 243 929 | 100,0 / 100,0 |      | 10 / 10   | 1       |
| Eleitorado/Participação | Eleitorado/Participação           | 285 903 | 85,3 / 100,0  | 6,9  |           |         |

### Europa
| Partidos                | Partidos                                        | Votos  | %             | +/-  | Deputados | +/-     |
| ----------------------- | ----------------------------------------------- | ------ | ------------- | ---- | --------- | ------- |
|                         | Aliança Democrática                             | 16 154 | 38,3 / 100,0  | 0,9  | 1 / 2     | Estável |
|                         | Partido Socialista                              | 14 018 | 33,2 / 100,0  | 12,9 | 1 / 2     | Estável |
|                         | Aliança Povo Unido                              | 5 659  | 13,4 / 100,0  | 3,3  | 0 / 2     | Estável |
|                         | Partido da Democracia Cristã                    | 2 416  | 5,7 / 100,0   | 4,8  | 0 / 2     | Estável |
|                         | União Democrática Popular                       | 2 391  | 5,7 / 100,0   | 4,9  | 0 / 2     | Estável |
|                         | Partido Comunista dos Trabalhadores Portugueses | 932    | 2,2 / 100,0   | 2,1  | 0 / 2     | Estável |
|                         | União da Esquerda para a Democracia Socialista  | 436    | 1,0 / 100,0   | Novo | 0 / 2     | Novo    |
|                         | Outros                                          | 91     | 0,2 / 100,0   |      | 0 / 2     |         |
| Votos inválidos         | Votos inválidos                                 | 1 106  | 2,6 / 100,0   | 1,2  |           |         |
| Total                   | Total                                           | 42 203 | 100,0 / 100,0 |      | 2 / 2     |         |
| Eleitorado/Participação | Eleitorado/Participação                         | 59 184 | 71,3 / 100,0  | 11,5 |           |         |

### Fora da Europa
| Partidos                | Partidos                     | Votos  | %             | +/-  | Deputados | +/-     |
| ----------------------- | ---------------------------- | ------ | ------------- | ---- | --------- | ------- |
|                         | Aliança Democrática          | 35 689 | 77,3 / 100,0  | 9,9  | 2 / 2     | Estável |
|                         | Partido da Democracia Cristã | 4 142  | 9,0 / 100,0   | 5,8  | 0 / 2     | Estável |
|                         | Partido Socialista           | 2 639  | 5,7 / 100,0   | 0,6  | 0 / 2     | Estável |
|                         | Aliança Povo Unido           | 1 424  | 3,1 / 100,0   | 1,7  | 0 / 2     | Estável |
|                         | Outros                       | 760    | 1,7 / 100,0   |      | 0 / 2     |         |
| Votos inválidos         | Votos inválidos              | 1 522  | 3,3 / 100,0   | 1,9  |           |         |
| Total                   | Total                        | 46 176 | 100,0 / 100,0 |      | 2 / 2     |         |
| Eleitorado/Participação | Eleitorado/Participação      | 73 089 | 63,2 / 100,0  | 19,6 |           |         |

| Eleições legislativas portuguesas de 1979 Distritos: Aveiro \| Beja \| Braga \| Bragança \| Castelo Branco \| Coimbra \| Évora \| Faro \| Guarda \| Leiria \| Lisboa \| Portalegre \| Porto \| Santarém \| Setúbal \| Viana do Castelo \| Vila Real \| Viseu \| Açores \| Madeira \| Estrangeiro |